# Havenstreet
Havenstreet est un village de l’île de Wight, en Angleterre. Il forme la paroisse civile de Havenstreet and Ashey avec le village voisin d’Ashey.
Un résident victorien notable était l'industriel du Lancashire John Rylands qui acheta un terrain dans le village en 1882  et construisit une grande maison nommée Longford, d'après sa résidence principale dans le Lancashire. La maison est désormais utilisée comme maison de retraite Northbrooke.
Un sanctuaire de guerre identique, le sanctuaire de guerre de Stoneham, a été construit à la même époque à North Stoneham dans le Hampshire.